# کیرالان (قره‌عیسی‌لی)
کیرالان (به ترکی استانبولی: Kıralan) یک منطقهٔ مسکونی در ترکیه است که در کارایسالی واقع شده‌است.